# Жул Мегре
Жул Мегре (на френски: Соmmissaire Jules Maigret) е литературен герой от популярната поредица полицейски романи и разкази на Жорж Сименон.

## Биография
Първата книга, в която се появява Мегре, е „Петер латвиеца“. Жорж Сименон я написва през пролетта на 1929 г. за 4-5 дни на борда на яхтата „Остгот“, закотвена в пристанището на холандския град Делфзейл. Така се ражда образът на комисар Мегре – широкоплещест, едър мъж с бомбе и с лула в устата.
Жул Мегре е родан през 1887 г. в село Сен Фиакр, в департамента Кот д'Армор в семейството на управитель на имението на граф Сен Фиакр. Там преминават неговото детство и младост. Сименон често споченава за селския произход на Мегре. майката на Мегре умира при раждане съвсем млада, когато той е на 8 години. Учи няколко месеца в лицей, след което отива да живее при леля си в Нант. Следва в Париж за доктор, но изоставя медицината и постъпва на служба в полицията. Със своя талант и упорство се издига от редови инспектор до дивизионен комисар и ръководител на бригада по разследване на особено тежки престъпления. Слеуд пенсионирането си се оттегля да живее във вилата си в провинцията – в Мен сюр Лоар, но въпреки това неколкократно му се налага да се завръща в Париж, във връзка с разследване на престъпления.
Жорж Сименон написва общо 75 романа и 28 разказа за комисар Мегре.

## Филмография
Приключенията на Мегре стават сюжет за 14 игрални и 44 телевизионни филма. Ролята на комисар Мегре изпълняват десетки актьори, сред които Жан Габен, Роуън Аткинсън, Чарлз Лотън, Джино Черви, Хари Бауър, Албер Прежан, Бруно Кремер, Ян Тюлингс и др.

## Паметникът на комисар Мегре
През 1966 г. в Делфзейл, където Сименон написва първия роман от поредицата за Мегре – „Петер латвиеца“, е поставен паметник на комисар Мегре.